# Sara Lundén
Sara Kristina Lundén (artistnamn Saralunden), född 30 mars 1970 i Nylöse församling i Göteborg, är en svensk sångerska, musiker och performancekonstnär. 
Hon började skriva musik och göra liveframträdanden 1997 under sina konststudier vid Kungliga Konsthögskolan i Stockholm. Sedan senare delen av 1990-talet har hon fortsatt att utveckla sin personliga musikstil där hon blandar influenser från disco, schlager, chanson, electronica och minimal wave. I sina liveuppträdanden uppträder hon ofta i specialgjorda kostymer tillsammans med musiker som i till exempel Deadly Boring där en uppklädd manskör utgör scenbakgrundsbilden samt ackompanjerar hennes sång.

## Framträdanden i urval
- (1997) The Tallest Woman, Royal Academy of Fine Arts, Stockholm
- (1998) Saralunden - The Famous, The Art Brothel, Stockholm
- (1999) Lonely Hearts in the Crowd, Ynglingagatan 1, Stockholm
- (2000) Deadly Boring, Stockholm Art Fair
- (2000) Finalen, Galleri Mejan, Stockholm
- (2003) I Took Hormones to Become a Man, Kunsthalle Tallinn & Kulturhuset Stockholm
- (2003) Into Your Head, SOC[förtydliga], Stockholm
- (2004) Great Space, Atalante, Göteborg
- (2004) There Was a Time When Everything Was Alright, Röda Sten, Göteborg
- (2004) If Anyone Tried Hard Enough, Kilen, Kulturhuset Stockholm
- (2005) Performance, Moderna Museet, Stockholm
- (2006) Das Fleck, Dot Dot Dot Dot, Mossutställningar, Stockholm
- (2006) Sven-Göran Eriksson vs. Phil Spector: Songs of the Freak, Liste Art Fair Basel

## Diskografi
- (1998) Surrounded By Men Yet Without Them, CD-R
- (2000) Turn Me Over to the Devil, 7" vinyl, Make It Happen (MKTH-08)
- (2001) All Songs Are Sad Songs, CD compilation, Make It Happen (MKTH-11)
- (2003) This Is Not Desire, CD single featuring Tobias Bernstrup Lobotom Records (LOBOTOM03)
- (2003) I Will Sun and Spring You Down, CD, Lobotom Records (LOBOTOM06)
- (2006) Sweet Sweet the Beat, CD
- (2007) There Was No End, CD MiniAlbum featuring Andrey Kiritchenko, Nexsound (nsp02)
- (2009) Ich möchte normal sein, CD-R, Shiny Ass Records
- (2009) Saralunden Past And Future, CD-R, Shiny Ass Records
- (2011) Saralunden vs Tobias Bernstrup: Fat Boy, 12" EP,  Falco Invernale Records (FIR005)
- (2012) Chansons D'Arithmétique, LP, Shiny Ass Records (SHINY001)
- (2012) X, LP, Shiny Ass Records (SHINY002)
- (2012) Testaments Betrayed, LP, Shiny Ass Records (SHINY003)
- (2012) Das Fleck, LP featuring Steven Cuzner, Shiny Ass Records (SHINY004)
- (2012) Musicals, LP featuring Kyrre Björkås, Shiny Ass Records (SHINY005)
- (2013) Suggestive Boy, 12" EP, Gooiland Elektro (Gooiland 13) / Enfant Terrible (ET031)

## Filmografi
- (1997) Ist das ein Kind?, Super8/Beta
- (1999) Harlem, musikal, Super8/Beta, i samarbete med Henry Moore Selder
- (2001) Deadly Boring, musikal, 35mm, i samarbete med Henry Moore Selder
- (2002) Hon är död, musikal, 35mm B/W, i samarbete med Henry Moore Selder